# Browallieae
Tribu
La tribu des Browellieae est une tribu de plantes de la sous-famille des Cestroideae dans la famille des Solanaceae. 

## Liste des genres et espèces
Selon NCBI (3 mars 2012) :
- genre Browallia
  - Browallia americana
  - Browallia eludens
  - Browallia speciosa
- genre Streptosolen
  - Streptosolen jamesonii